# Christijana Gutewa

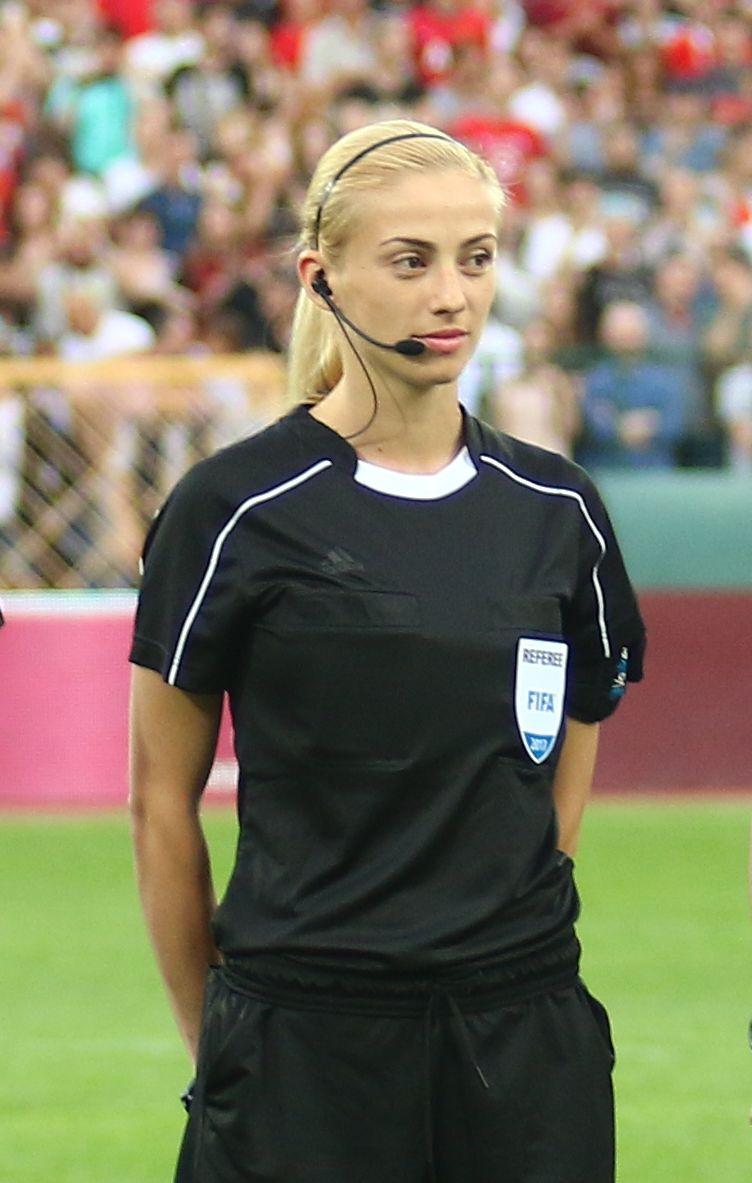
Christijana Gutewa (2017)

Christijana Krasimirowa Gutewa (bulgarisch Християна Красимирова Гутева; * 3. Oktober 1990 in Gabrowo) ist eine bulgarische Fußballschiedsrichterin.
Gutewas Vater ist Lehrer an der Technischen Universität Gabrowo und Besitzer eines Leichtathletikclubs, in dem Gutewa in ihrer Jugend trainierte. Im Alter von 14 Jahren begann sie als Schiedsrichterin. Sie besuchte das Aprilow-Gymnasium in ihrer Heimatstadt und absolvierte im Anschluss ein Studium an der Nationalen Sportakademie „Wassil Lewski“ in Sofia.
Seit 2017 steht sie auf der Liste der FIFA-Schiedsrichter und leitet internationale Fußballpartien. Sie gehört zur Gruppe der UEFA-First-Category-Schiedsrichterinnen.
Bei der U-17-Europameisterschaft 2018 in Litauen pfiff Gutewa zwei Gruppenspiele und ein Halbfinale.
Zudem leitete bzw. leitet Gutewa Spiele in der Women’s Champions League, in der Women’s Nations League, in der Qualifikation für die Europameisterschaft 2022 in England (vier Spiele), in der europäischen WM-Qualifikation für die Weltmeisterschaft 2019 in Frankreich und die Weltmeisterschaft 2023 in Australien und Neuseeland (drei Spiele) sowie Freundschaftsspiele.
Anfang 2019 wurde Gutewa als bulgarische Schiedsrichterin des Jahres 2018 ausgezeichnet.